# 사이다이지정
사이다이지정(西大寺町)은 오카야마현 조토군에 있던 정이다. 현재의 오카야마시 히가시구의 중심부, 사이다이지 지역에 해당한다.

## 역사
- 1889년 6월 1일 - 정촌제 시행에 의해 근세이후의 사이다이지촌이 단독으로 지자체를 형성하였다.
- 1896년 2월 26일 - 정으로 승격해 사이다이지정이 되었다.
- 1953년 2월 1일 - 고즈촌, 가치촌. 미쓰마사촌, 쓰다촌, 구반촌. 가나다촌. 오쿠군 도요촌, 다이하쿠촌, 고지마촌 및 오쿠정의 일부와 합병해 사이다이지시가 발족, 동일 사이다이지정은 폐지되었다.

## 교통

### 철도
- 사이다이지 철도
  - 사이다이지 철도선

## 참고문헌
- 角川日本地名大辞典 33 岡山県